# Андрій Іздрик
о. Андрій Іздрик (28 грудня 1901, Кути, нині Бродівський район, Львівська область — 20 липня 1991, Брюховичі біля Львова) — український священник, парох у Підкамені, душпастир в Олесько, репресований.

## Біографія
Народився 14 грудня 1901 року у с. Кути на Львівщині в родині залізничника Івана Іздрика.
Андрій навчався в Кутах у початковій школі, а після закінчення вступив до гімназії. З початком Першої світової війни навчання довелося припинити. Сім'ю евакуювали до австрійського міста Грац, звідки повернулися після відступу російських військ з Галичини.
1918 року вступив до лав Української галицької армії. Воював на Західній і Східній Україні.
Згодом продовжив навчання та 29 травня 1922 року закінчив Академічну гімназію у Львові. Упродовж 1923–1927 років навчався на Богословському факультеті Греко-католицької духовної семінарії у Львові.
1927 року одружився із дочкою пароха села Кути о. Віктора Цебровського — Марією.
Був рукоположений у сан іподиякона, потім диякона та пресвітера 1928 року в Львові. Того ж року його призначили сотрудником в Олесько, де він працював до 1934 року. У цей час священником в Олеську служив о. Олександер Левицький.
Наприкінці 1934 року о. Андрій був призначений сотрудником у Підкамені, а з 1939 року став там парохом. Отець Андрій Іздрик був завжди життєрадісним та активним, зорганізував церковний хор, був членом товариств «Просвіта» та «Сільський господар».
У Підкамені чотири рази в рік відбувалися відпусти, які збирали до церкви Святої Параскеви духовенство та жителів навколишніх сіл.
У травні 1943 року грамотою Митрополита Андрея Шептицького о. Андрій Іздрик був призначений містодеканом Підкамінського деканату. Однак часи були складними: отцю часто погрожували польські боївки, під час Служби Божої в с. Паликорови провідник польської боївки сказав парохіянам, «що ваш ксьондз згине з моєї руки». З огляду на це родина Іздриків переїжджає до Олеська, де отець Андрій продовжив душпастирську роботу.
У липні 1944 року в Олесько ввійшли радянські війська, почалися арешти духовенства. У 1945 році заарештували о. Андрія, перебував спочатку у Львівській, а згодом у Золочівській тюрмі. 1947 року його засудили до 10 років таборів. Перебував у таборах Воркути та Ухти.
1947 року дружина та п'ятеро неповнолітніх дітей (Роман, Тереза, Юрій, Богдан, Орест) були виселені на Урал в селище Грем'ячинськ Пермської області. Марія тяжко працювала, щоб якось прогодувати дітей, була робітницею на шахті, прачкою та санітаркою в лікарні. Це підірвало її здоров'я, і 1949 року вона померла. На цей час лише найстарший Роман вже працював. Сім'ї допомогли вижити такі ж виселені українці.
1954 року закінчився термін ув'язнення отця Андрія і він поїхав до своїх дітей в селище Грем'ячинськ. Отець Андрій працював на шахті, а таємно виконував свої священичі обов'язки: хрестив дітей, вінчав молодих, хоронив померлих.
1958 року разом з сім'єю повернувся на рідну землю. Спочатку працював на шахті в с. Магерові, а згодом у Будинку відпочинку в Брюховичах. До останніх днів свого життя таємно виконував душпастирські обов'язки.
Помер о. Андрій Іздрик 20 липня 1991 року та похований у Брюховичах.
Широкому загалу зараз є добре відоме ім'я його внука Юрія Іздрика — відомого українського прозаїка, поета, культуролога, літературознавця.

## Вшанування пам'яті
На честь о. Андрія Іздрика у Брюховичах названа вулиця.